# Hóquei em patins do Sporting Clube de Portugal
O Sporting Clube de Portugal (hóquei em patins) é um clube português de hóquei em patins sediado em Lisboa. É uma das secções profissionais do clube ecléctico Sporting CP e representa uma das modalidades de alto rendimento praticadas no clube. É um dos quatro grandes clubes de hóquei de Portugal, com mais de 160.000 sócios registados que contribuem financeiramente para a manutenção da modalidade. As suas equipas, atletas e simpatizantes, de alviverde, são apelidados de sportinguistas e leões pelos seus fãs.
O Sporting Clube de Portugal é um clube histórico no hóquei nacional e é detentor de vários títulos nacionais e internacionais, tendo sido o primeiro clube português a vencer a Taça dos Campeões Europeus, atual Liga dos Campeões. 

Em Portugal, apesar das interrupções em atividade, o clube é um dos mais bem sucedidos, tendo conquistado o Campeonato Nacional por 9 vezes, sendo também detentor de 5 Taças de Portugal e 2 Supertaças. 

Internacionalmente, o Sporting venceu quatro Ligas dos Campeões e conquistou por duas vezes a Taça WSE. Ainda conta com três Taças dos Vencedores de Taças e duas Taças Continentais.
O treinador da equipa principal é Edo Bosch.

## História
O Hóquei em Patins começou a ser praticado em Inglaterra em 1877 como modalidade de lazer e em 1905 como modalidade competitiva e organizada. Em 1914, a modalidade foi introduzida em Portugal.
Desde 1923 que o hóquei em patins é praticado no Sporting Clube de Portugal, sendo que a secção foi criada por vários jogadores do antigo Recreio Desportivo da Amadora e outros jogadores lisboetas. Apesar desta equipa inicial ter disputado várias provas, o clube acaba por suspender a secção pouco tempo depois.
Em 1936, o hóquei em patins volta a surgir no clube e, em 1938, após ter-se reforçado com jogadores do Hóquei Clube de Portugal, conquista o seu primeiro troféu de relevo, a Taça de Honra. Em 1939, o clube conquista o seu primeiro campeonato português. 
Apesar deste sucesso, a modalidade acaba por ser suspensa mais uma vez, regressando apenas em 1956. Este regresso trouxe um período áureo à modalidade nas décadas de 70 e 80, ganhando inúmeros títulos nacionais e internacionais, culminando na conquista da Taça dos Campeões Europeus de Hóquei em Patins de 1977 e nas conquistas da Taça dos Vencedores de Taças de Hóquei em Patins de 1981, 1985 e 1991.
Com o passar do tempo, o hóquei em patins foi perdendo peso, não conseguindo obter o estatuto de modalidade olímpica. Por razões financeiras, em 1995, o Sporting Clube de Portugal suspende as atividades ao nível sénior, quando era a segunda modalidade com mais títulos internacionais em Alvalade, apenas ultrapasada pelo Atletismo.
Em 2000, após uma tentativa falhada para retomar a modalidade, um projecto liderado pelo Engenheiro Gilberto Borges foi desenvolvendo a modalidade ao nível dos escalões de formação que culminou no relançamento da modalidade a nível sénior em 2010, com o objectivo de chegar ao principal escalão do Campeonato Português e aí consolidar a sua presença. 
Em 2012, o clube atingiu o objetivo de chegar ao principal escalão. 
Em 2015 conquistou a Supertaça António Livramento  e neste ano o clube volta a ganhar um título internacional, a Taça CERS de 2014–15 frente ao Reus Deportiu. 
Em 2018, o Sporting volta a conquistar o Campeonato Nacional ao bater o FC Porto por 4–3 na penúltima jornada, quebrando um jejum de 30 anos na sua primeira época no Pavilhão João Rocha.
Em 2019, o clube sagrou-se campeão da Europa pela segunda vez batendo o FC Porto na final por 5-2. Com esta vitória, o Sporting CP colocou fim a um jejum de 42 anos sem ser campeão europeu. Neste ano, o Sporting CP venceu ainda a Taça Continental onde derrotou o FC Porto por 3-1 na final do play-off.
Em 2021, o clube sagrou-se campeão da Europa pela terceira vez batendo o Futebol Clube do Porto na final por 4-3 e venceu o Campeonato Nacional ao bater o FC Porto por 3-2 no play-off. Neste ano, o Sporting CP venceu ainda a Taça Continental onde derrotou o CE Lleida por 3-1.
Em 2024, O clube sagrou-se campeão europeu pela quarta vez vencendo na Final a UD Oliveirense por 2-1, da Final Four disutada no Pavilhão Rosa Mota.
Em 2025, o clube venceu pela quinta vez a Taça de Portugal vencendo na final a UD Oliveirense por 6-3, da Final Four disputada em Famalicão, título esse ganho pela última vez em 1990.

## Infraestruturas Desportivas

### Pavilhão João Rocha

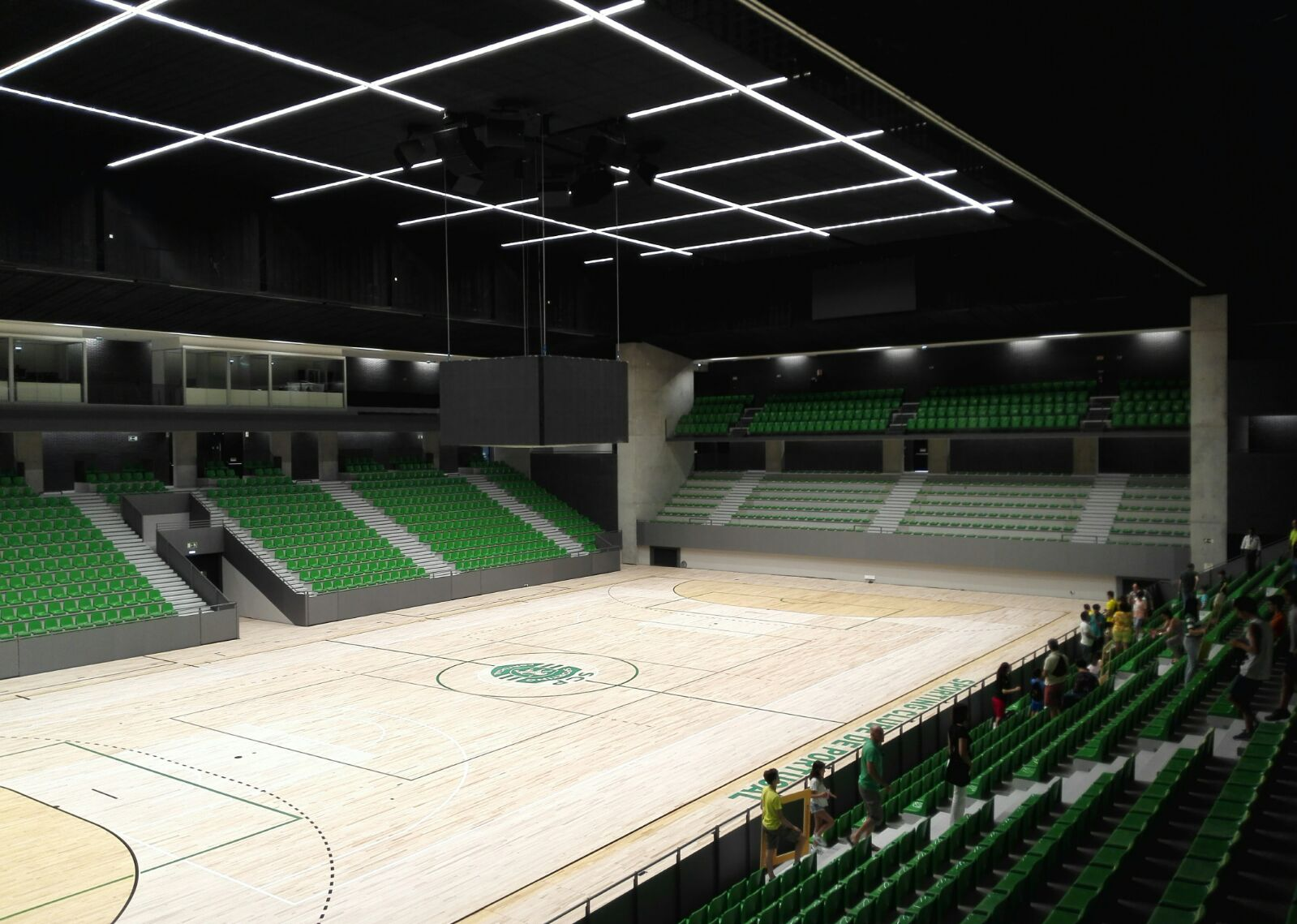
Interior do Pavilhão João Rocha.

O Pavilhão João Rocha é a casa das modalidades de alto rendimento do Sporting Clube de Portugal. Situado em Lisboa, junto ao Estádio José Alvalade, tem capacidade para 3000 pessoas, sendo o maior pavilhão do Campeonato Nacional.

## Plantel
Atualizado de acordo com o website oficial do Sporting a 01 de fevereiro de 2025.

### Jogadores
| Guarda-Redes | Guarda-Redes | Guarda-Redes         |
| Nº           | Nac.         | Nome                 |
| ------------ | ------------ | -------------------- |
| --           | Portugal     | Alexandre "Xano" Edo |
| 91           | Portugal     | José Diogo Macedo    |

| Defesas/Médios | Defesas/Médios | Defesas/Médios     |
| Nº             | Nac.           | Nome               |
| -------------- | -------------- | ------------------ |
| --             | Portugal       | Diogo Barata       |
| 87             | Argentina      | Facundo Bridge     |
| 88             | Portugal       | Henrique Magalhães |
| 99             | Argentina      | Gonzalo Romero     |

| Avançados | Avançados | Avançados         |
| Nº        | Nac.      | Nome              |
| --------- | --------- | ----------------- |
| 7         | Portugal  | Rafael Bessa      |
| 29        | Espanha   | Roc Pujadas       |
| 14        | Itália    | Alessandro Verona |
| 33        | Argentina | Facu Navarro      |
| 10        | Argentina | Danilo Rampulla   |

### Equipa técnica
| Nac.    | Nome      | Cargo     |
| ------- | --------- | --------- |
| Espanha | Edo Bosch | Treinador |

## Palmarés
| Continentais | Continentais                         | Continentais | Continentais                                                                            |
|              | Competição                           | Títulos      | Temporadas                                                                              |
| ------------ | ------------------------------------ | ------------ | --------------------------------------------------------------------------------------- |
|              | Liga dos Campeões da WSE – Masculina | 4            | 1976–77 • 2018–19 • 2020–21 • 2023-24                                                   |
|              | Taça WSE                             | 2            | 1983–84 • 2014–15                                                                       |
|              | Taça dos Vencedores de Taças         | 3            | 1980–81 • 1984–85 • 1990–91                                                             |
|              | Taça Continental                     | 2            | 2019 • 2021                                                                             |
| Nacionais    |                                      |              |                                                                                         |
|              | Competição                           | Títulos      | Temporadas                                                                              |
|              | Campeonato Nacional                  | 9            | 1938–39 • 1974–75 • 1975–76 • 1976-77 • 1977–78 • 1981–82 • 1987–88 • 2017–18 • 2020–21 |
|              | Taça de Portugal                     | 5            | 1976–77 • 1977–78 • 1983–84 • 1989–90 • 2024-25                                         |
|              | Supertaça António Livramento         | 2            | 1982 • 2015                                                                             |
|              | II Divisão                           | 3            | 1969–70 • 2003–04 • 2011–12                                                             |
|              | III Divisão                          | 2            | 1999–00 • 2010–11                                                                       |
| Regionais    |                                      |              |                                                                                         |
|              | Competição                           | Títulos      | Temporadas                                                                              |
|              | Campeonato Regional                  | 1            | 1938-39                                                                                 |
|              | Campeonato Regional - II Divisão     | 1            | 1956-57                                                                                 |
|              | Taça de Honra                        | 2            | 1937 • 1939                                                                             |

- Modalidades do Sporting Clube de Portugal

| Modalidades do Sporting Clube de Portugal | Modalidades do Sporting Clube de Portugal | Modalidades do Sporting Clube de Portugal | Modalidades do Sporting Clube de Portugal | Modalidades do Sporting Clube de Portugal | Modalidades do Sporting Clube de Portugal |
| Atualmente Praticadas                     | Atualmente Praticadas                     | Atualmente Praticadas                     | Atualmente Praticadas                     | Atualmente Praticadas                     | Atualmente Praticadas                     |
| ----------------------------------------- | ----------------------------------------- | ----------------------------------------- | ----------------------------------------- | ----------------------------------------- | ----------------------------------------- |
| Aikido                                    | Andebol                                   | Atletismo                                 | Automobilismo                             | Basquetebol                               | Bilhar                                    |
| Boxe                                      | Canoagem                                  | Capoeira                                  | Ciclismo                                  | Desporto Adaptado                         | Dressage                                  |
| Esports                                   | Futebol                                   | Futebol Feminino                          | Futebol de Praia                          | Futsal                                    | Ginástica                                 |
| Golfe                                     | Hóquei em Patins                          | Horseball                                 | Surf                                      | Judo                                      | Karaté                                    |
| Kickboxing                                | Krav maga                                 | Natação                                   | Padel                                     | Paintball                                 | Pesca Desportiva                          |
| Polo Aquático                             | Remo                                      | Rugby                                     | Taekwondo                                 | Ténis                                     | Ténis de Mesa                             |
| Tiro à Bala                               | Tiro com Arco                             | Triatlo                                   | Voleibol                                  | Xadrez                                    |                                           |